# Rock To The Future
『Rock To The Future（D・LIVE ORIGINAL COMPILATION）』（ロック・トゥ・ザ・フューチャー）は、1996年6月21日に発売された西城秀樹のライブ・アルバム（CD）である

## 内容
1996年7月3日から7月14日に赤坂BLITZにて上演（1997年に原宿の特設ステージで再演）された、西城秀樹主演のロック・ミュージカル『ROCK TO THE FUTURE』（Panasonic D・LIVE）で使用された曲を集めたアルバムである。

## 収録曲
全作曲：白石紗登季　編曲：白石紗登季・鈴木雅也
1. Rock & Lock - OVERTURE -
作詞：白石紗登季
歌唱：白石紗登季（PARADISE LOST）
2. round'n'round
作詞：白石紗登季
歌唱：HIDEKI SAIJO
3. Q
作詞：白石紗登季
歌唱：PARADISE LOST
4. Kiss! Sugar Days
作詞：真間稜
歌唱：芳本美代子
5. ALL ABOUT EVE
作詞：杏子
歌唱：Millennium Eve（杏子、中山加奈子、Shima-chang[注 2]、MITSUKO、中村美紀）
6. 反逆のメッセージ
作詞：ダイアモンド☆ユカイ
歌唱：ダイアモンド☆ユカイ
7. Parallel Mind
作詞：真間稜
歌唱：黒田勇樹、オナペッツ
8. SOUL SONG
作詞：相田毅
歌唱：HIDEKI SAIJO、橋本さとし
9. I'll Never Back to...
作詞：白石紗登季
歌唱：橋本さとし
10. Endless World
作詞：真生珠
歌唱：美香（PARADISE LOST）、岩崎宏美、HIDEKI SAIJO
11. WAR OF LOVE - The Last Thame of Rock To The Future -
作詞：白石紗登季
歌唱：Rock To The Future

## ストーリー

### 初演
西暦2096年、完全な平和と無欠の秩序が完成した未来、人々は "TUNE" と呼ばれるコンピューター音楽によって、すべての感情をコントロールされていた。
この時代の唯一の犯罪は、感情を刺激する過去の音楽を聴くことである。その罪を犯した者はターミネーターズに処刑される運命にあった。
しかし、過去の時代から、心が動かされるような美しい歌が漏れてくる。
この歌によってTUNEによる秩序が揺らぐ。
この問題を解決するため、キッズという名前の男がタイムマシンで2016年に送り込まれる。
西暦2016年のゴミ廃棄エリア。そこに、かつて日本のポップス界に君臨したスーパースター、ヒデキが住んでいた。還暦を迎えたヒデキは今では引退し、2人の子供たちとともに悠々自適の生活を送っていた。
キッズが現れたのはこの家だった。
2096年に混乱をもたらしたノイズの発信源は、ヒデキの息子・テツヤの発明した音声タイムマシンだった。
キッズはこの機械を破壊しようとしたが、思わぬ出来事が起きて重傷を負ってしまう。
ヒデキの娘・ローラは、キッズを看病する。
未来からの客人にヒデキ家の人々は楽しそうだが、感情を持たないキッズは彼らの行動が理解できなかった。
この家のメイド・アニタは、キッズをアンダーグラウンドのクラブ"EDEN"に連れ出す。
この時代は、過度の著作権管理が原因で、公の場で鼻歌を歌うことすら許されていない。ミュージシャンたちは著作権管理委員会に反抗して活動していた。
このクラブでは、ロックスターのジョー・ダイアモンドとレディースバンド"Millennium Eve"がライブを行っていた。
キッズは、生まれて初めて体験した大音量のロックに耐えられなかった。
キッズが歌えないことを知ったヒデキは、勝手にキッズに歌を教えることを決心する。
キッズにとって歌うことは苦痛でしかなかった。
ローラは、キッズに、歌は気持ちを伝えるものであると教える。
キッズはいつしかローラを愛するようになっていた。
任務を完了できないキッズを追って、2096年からターミネーターズが送り込まれる。
人間らしい感情と真の音楽を知ったキッズは、ヒデキたちとともにターミネーターズと戦うことを決心する。

### 再演
西暦2096年の世界は、独裁者が発明した電子音楽「TUNE」によって人間の感情がコントロールされていた。
そんな中、唯一の歌「Endless World」を武器にTUNEに抵抗する者たちが反乱を起こす。 
暗殺用クローンの「製造番号20281」ことキッズは、反乱軍を組織した人物を過去にさかのぼって暗殺するため、タイムマシンで2016年に向かった。
西暦2016年のとある街では、無許可の集会の取り締まりが厳しく、人々は自由に歌うことも許されない。
しかし、ゴミ廃棄エリアの非合法クラブでは毎日のようにライブが行われていた。
この街に20世紀のスーパースター・ ヒデキが住んでいた。
ヒデキの娘のローラは父の60歳の誕生日を祝おうとするが、 妻を亡くして以来、アルコール中毒のヒデキはローラに冷たく当たる。息子のテツヤはそんな父にあきれて家出する。
実はローラは、未来で反乱軍を組織する重要人物だった。そういうわけで、キッズはローラに銃を向ける。その時、メイドのアニタと家庭用ロボット・ホイの喧嘩に巻き込まれ、 気を失ってしまう。
キッズは自分が時間旅行者であると嘘をつく。自分を暗殺に来たと知らないローラはキッズを看病し、親身に接する。
感情の起伏がないキッズを見たアニタは、外の世界を見たいのだと勘違いした。それでアニタは、ローラとキッズをつれて非合法クラブ「EDEN」に行った。
「EDEN」では、Gayūがリーダーのレディースバンド"ミレニアム・イヴ"がライブを行っていた。
音楽が存在しない時代から来たキッズは、大音量のロックの音に耐えられず、苦しみだす。
ローラに絡んできたチンピラをキッズが殴ったので、3人はクラブから追い出される。
そのころ、テツヤは裏町にいた。ストリートキッズから財布を盗んだ彼は追いかけられる。
ローラに頼まれてテツヤを見守っていたホイは、そんな彼に食料を差し入れする。
一方、ヒデキは、キッズから「未来に歌はない」と聞き、なお深酒に溺れる。
ヒデキは、彼の身体を心配するホイに当たり散らし、ホイを廃棄処分にしてしまう。
キッズの歓迎パーティーが始まる。
ローラは優しかった母や母の育てたバラ園について語り、母の歌ってくれたバラード(Endless World)を口ずさむ。それは未来の反乱軍と同じ歌だった。
ローラの寝室で彼女を殺そうとしたキッズだったが、そこにいたのはヒデキだった。
ヒデキは「歌も歌えない者にオレの娘をやるわけにはいかない」という考えだったので、キッズは歌の特訓を受けることになる。
ヒデキは、自らオーナーを務めるEDENで、Gayūの言葉に諭され、家庭を、未来をやりなおす決心をする 。
そのころ、テツヤは解体されたホイを発見する。ホイは音声認識チップと聴覚を失っていた。
そんなホイは、昔聞いたヒデキの歌が忘れられなかったと話す。また、一度でいいからテツヤの声を聞きたかったと語る。
キッズにとって歌うことはとても困難なことだった。そこにローラが来た。
彼女は無意識のうちにキッズに惹かれていたが、母を亡くしてから、人を愛することを恐れるようになった彼女は、その感情を表すことができないでいた。
キッズはローラを殺そうとする。しかし、ローラの歌によって、キッズは苦しみ、心を動かされる。それによって彼にかかっていたTUNEの効果が薄れる。
自分の感情をのせて歌うことを知ったキッズは、ヒデキと歌う。
だが、任務を進行出来ないキッズを追って、未来から処刑のエキスパート・ターミネーターズが派遣される。 
ローラを逃がしターミネーターズと対決したキッズは、再びTUNEで洗脳され、ローラとの記憶も次第に薄れていく。
テツヤは、ローラの危機に駆けつけ、家族と再会する。
だがそのとき、ターミネーターズが彼らを襲う。銃撃からテツヤをかばったヒデキは撃たれ、命を落とす。 
ローラはミレニアム・イヴのメンバーと共に、ターミネーターズに決戦を挑む。

## 完全盤
1997年1月22日に完全盤CDが発売された。
西城秀樹の「パラサイト・ラヴ」が収録。

### 収録曲
全作曲：白石紗登季　編曲：白石紗登季・鈴木雅也
1. Rock & Lock - OVERTURE -
作詞：白石紗登季
歌唱：白石紗登季（PARADISE LOST）
2. 婀娜〜ADA〜
作詞：杏子
歌唱：Millennium Eve（杏子、中山加奈子、仙波さとみ、MITSUKO、中村美紀）
3. Kiss! Sugar Days
作詞：真間稜
歌唱：芳本美代子
4. パラサイト・ラヴ
作詞：サンプラザ中野
歌唱：西城秀樹
5. Endless World（orchestra version）
作詞：真生珠
歌唱：美香（PARADISE LOST）、岩崎宏美、HIDEKI SAIJO
6. lament
7. round'n'round
作詞：白石紗登季
歌唱：HIDEKI SAIJO
8. Rain Music
9. ターミネーターズのテーマ
10. キッズの告白
11. Q
作詞：白石紗登季
歌唱：PARADISE LOST
12. WILD RIDE
作詞・作曲：白石紗登季
歌唱：橋本さとし
13. WAR OF LOVE - The Last Thame of Rock To The Future -
作詞：白石紗登季
歌唱：Rock To The Future

## 公演データ

### 初演
- 会場：赤坂BLITZ
- 日程：1996年7月3日-7月14日
- 主催：TOKYO FM
- 特別協賛：松下電器
- 後援：BMGビクター
- 企画制作：アミューズ、TOKYO FM
- 企画制作協力：リコモーション
- 協力：フェイスA&R、ヴィレッヂ、赤坂BLITZ

#### 出演者
- キッズ：橋本さとし（劇団☆新感線）
- ローラ：美香（PARADISE LOST）
- 母[注 3]（声の出演）：岩崎宏美
- アニタ：芳本美代子
- テツヤ：黒田勇樹
- ターミネーターズ ダイヤ：宝ダイヤ（オナペッツ）
- ターミネーターズ ルビー：宝ルビー（オナペッツ）
- ジョーダイアモンド：ダイアモンド☆ユカイ（7/6、7/マチネ休演）
- ジョーダイアモンド：延原達治（THE PRIVATES）（7/6、7/マチネのみ出演）
- Gayu（ミレニアムイブ）：杏子
- ミレニアムイブ カンナ：中山加奈子（ex.PRINCESS PRINCESS）
- ミレニアムイブ サトミ：仙波さとみ（SHOW-YA）
- ミレニアムイブ ヒカル：MITSUKO（ex.GO-BANG'S）
- ミレニアムイブ ミキ：中村美紀（SHOW-YA）
- ギターを抱いた殺し屋：真矢武士
- 少女/ホイ・コーロー：Mink
- ターミネーターズ ダリル：私市トロイ
- ターミネーターズ ハンナ：山崎ちか
- EDENのDJ/作曲家：氏神一番（KABUKI‐ROCKS）
- インディ：インディ高橋（劇団☆新感線）
- フランキー：フランキー仲村（劇団☆新感線）
- クラバー：林希、目黒真理子、松本圭未（MAJYO）、安地里恵（MAJYO）
- ダンサー：YOUYA（BEATNIK STUDIO）、TETSUHARU（BEATNIK STUDIO）、高木伸一郎（BEATNIK STUDIO）、油井とも子（BEATNIK STUDIO）、野口浩子、塚本有紀子
- アナウンサー：坂上みき
- ナレーション：小野田英一
- 著作権管理委員会 マツ/男性キャスター：福麻むつ美
- 著作権管理委員会 ヨネ/女性キャスター：キムラ緑子（劇団M.O.P.）
- ヒデキ：西城秀樹

#### 曲目
第一幕
- 「ROCK & LOCK ～Overture～」
- 「round'n'round 2016」ヒデキ & ミレニアム イブ
- 「Missunderstanding 」アニタ、ホイ、ローラ
- 「愛と勇気とJESRAC」著作権管理委員会
- 「Happy Happy Birthday」ヒデキ
- 「皆殺しのメロディ」ギターを抱いた殺し屋
- 「ターミネーターズのテーマ」インストゥルメンタル
- 「Kiss! Suger Days」アニタ
- 「ALL ABOUT EVE」ミレニアム イヴ
- 「反逆のメッセージ」ジョー・ダイアモンド&ミレニアムイブ
- 「CHINA ROSE」ヒデキ & ミレニアム イブ
- 「Parallel Mind」テツヤ
- 「Endless World 室内楽バージョン」ローラ
- 「It's party」インストゥルメンタル
- 「Rain Melody」インストゥルメンタル
- 「Endless World」ローラ、ヒデキ、母
- 「Endless World～オーケストラバージョン～」インストゥルメンタル
- 「ターミネーターズソング」ターミネーターズ
- 「SOUL SONG」ヒデキ
- 「Endless World ピアノバージョン」インストゥルメンタル
- 「round'n'round」ヒデキ、キッズ、ローラ&ミレニアムイブ

第二幕
- 「Rain Music」インストゥルメンタル
- 「TUNE」インストゥルメンタル
- 「ROCK & LOCK」インストゥルメンタル
- 「Q」ローラ & ミレニアムイブ
- 「Endless World アカペラ」ローラ＆ヒデキ
- 「SOUL SONG アカペラ」キッズ
- 「I'll Never Back To…」キッズ&ミレニアムイブ
- 「WAR OF LOVE ～The Last Theme of Rock To The Future～」

#### スタッフ
- 製作指揮：大里洋吉（アミューズ）
- 原案・総合演出：いのうえひでのり（劇団☆新感線）
- 音楽：白石紗澄李（PARADISE LOST）
- 脚本：安田光堂
- 振付：川崎悦子（BEATNIK STUDIO）
- 美術：堀尾幸男（ホリオ）、五位野恵美（ホリオ）
- 衣装：竹田団吾（劇団☆新感線）、坂根真美子（劇団☆新感線）、吉村律子（劇団☆新感線）
- キャラクター・デザイン：寺田克也
- 特殊小道具デザイナー：高橋岳蔵（PATCHY）
- 照明：松林克明（スタッフステーション）
- 音響プランナー：大坪正仁（プラネットウェーヴ）
- サウンド・オペレーター：水木邦人（プラネットウェーヴ）
- P.A.オペレーター：夷喜生（E・B・I）
- インストゥルメンタル・テック：深代忍（クリーデンス）
- 映像・マルチプロジェクション：吉川宏行（M.C.J.）、野田和宏（M.C.J.）
- 映像ディレクター：杉本治（ニューパワージェネレイションカンパニー）
- エレクトリカル・エフェクト：小田桐秀一（イルミカ東京）
- メイクアップ：山田操（Studio AD）
- 演出助手：坂本聖子
- プロダクション・マネージャー：小林清孝（マルーラスタッフサービス）
- 舞台監督：芳谷研（マルーラスタッフサービス）
- 技術監督：西澤明彦（遊カンパニー）
- 演出部：西垣育子（マルーラスタッフサービス）
- 特殊効果：西川浩三（マルーラスタッフサービス）
- 大道具製作：C-COM
- 小道具製作：バックステージ
- 衣装製作協力：Nest
- 衣装協力：CONVERSE
- グラフィック・デザイン：永石事務所
- 編曲・演奏：白石紗澄李 & 鈴木雅也、井上鑑（M-16）
- レコーディング・エンジニア：三浦瑞生
- プロデューサー：高橋典子（リコモーション）
- 音楽・映像プロデューサー：北牧裕幸（フェイスA&R）
- アシスタント・プロデューサー：柴矢敏彦（アミューズ）、丸山啓吾（リコモーション）、辰巳清（アミューズ）
- 制作デスク：木俣八重（アミューズ）
- 制作助手：伊藤葉子
- 音楽制作助手：山岡由美（フェイスA&R）
- 製作：笹山正勝（TOKYO FM）、横山元一（アミューズ）

### 再演
- 特別協賛：松下電器
- 後援：BMGビクター、テイチク、ポリドール
- 企画制作：アミューズ、TOKYO FM
- 企画制作協力：リコモーション
- 協力：FAITH A&R、ヴィレッヂ

東京公演
- 会場：原宿HOUSE OF D・LIVE[注 4]
- 日程：1997年1月23日-2月9日
- 主催：TOKYO FM、フジテレビジョン

大阪公演
- 会場：シアター・ドラマシティ
- 日程：1997年2月14日-2月25日
- 主催：fm osaka、関西テレビ放送

#### 出演
- キッズ：橋本さとし（劇団☆新感線）
- ローラ：千葉紗子
- 母（声の出演）：岩崎宏美
- アニタ：芳本美代子
- ホイ：深沢敦
- テツヤ：黒田勇樹
- ターミネーターズ：宝ダイヤ、宝ルビー（オナペッツ）
- ミレニアム イヴ：Vo.杏子（ex.BARBEE BOYS）、G.中山加奈子（ex.PRINCESS PRINCESS）、Key.中村美紀（SHOW-YA）、B.仙波さとみ（SHOW-YA）、Dr.MITSUKO（ex.GO-BANG'S）
- ギターを抱いた殺し屋：福田よしはる（真矢武士改め）
- ターミネーターズ ダリル：私市トロイ
- ターミネーターズ ハンナ：山崎ちか
- 警官：インディ高橋（劇団☆新感線）
- 警官：フランキー仲村（劇団☆新感線）
- クラバー・ダンサー：林希、安地里恵、YOUYA、TETSUHARU、高木伸一朗、中本雅俊、本山新之助、下村トモコ、大畑あかね
- アナウンサー：坂上みき（東京）、玉川美沙（大阪）
- ナレーション：森尚子
- 男性キャスター：福麻むつ美
- 女性キャスター：キムラ緑子（劇団M.O.P.）
- ヒデキ：西城秀樹

#### 曲目
第一幕
- 「ROCK & LOCK ～Overture～」
- 「婀娜 ～ADA～ 」ミレニアム・イヴ
- 「皆殺しのメロディ」ギターを抱いた殺し屋
- 「ターミネーターズのテーマ」インストゥルメンタル
- 「Kiss! Sugar Days」アニタ
- 「ALL ABOUT EVE」ミレニアム・イヴ
- 「反逆のメッセージ」ミレニアム・イヴ
- 「It's party」インストゥルメンタル
- 「Rain Melody」インストゥルメンタル
- 「Endless World」ローラ、ヒデキ、母
- 「Endless World オーケストラバージョン」インストゥルメンタル
- 「パラサイト・ラヴ」ヒデキ
- 「Parallel Mind」ホイ
- 「ターミネーターズソング」ターミネーターズ
- 「SOUL SONG」ヒデキ
- 「round'n'round」ヒデキ

第二幕
- 「Rain Music」インストゥルメンタル
- 「TUNE」インストゥルメンタル
- 「ROCK & LOCK」インストゥルメンタル
- 「Q」ローラ
- 「Endless World アカペラ」ローラ＆ヒデキ
- 「SOUL SONG アカペラ」キッズ
- 「WILD RIDE」キッズ
- 「WAR OF LOVE ～The Last Theme of Rock To The Future～」

### エピソード・劇評
- 1995年に西城がサザンオールスターズのコンサート『ホタル・カリフォルニア』にゲスト出演したことをきっかけに、西城とアミューズの大里洋吉との交流が始まり、大里が西城にこのミュージカルへの出演を提案した[6]。

- 音楽プロデューサーの北牧裕幸は初演時のパンフレットで、制作当時の音楽業界について「ここ1～2年のヒットチャートでは、毎週毎週、同じ作家の同じようなスタイルの金太郎アメのような曲が流れている」「400枚も売れるアルバムというのは、驚きよりもまず、不気味さを感じてしまうのは僕だけだろうか？」[7]とコメントしている。

- STAGEWEBでは、ストーリーは「映画「ターミネーター」のパクリ」、公演のコンセプトについて「ロック系のミュージカルという形態をとることで、西城秀樹や杏子をはじめとする音楽界の実力者と演劇界の人気劇団を組ませて、そこに若手女性タレントをくっつけて、タレントの養成をしながら売り込みもしていく」[8]と評している。

### 関連商品
- 8センチCDシングル[5]。
  - PARADISE LOST「Q」- 品番:AYDM-124。超者ライディーンのエンディングに採用された[5]。
  - Millennium Eve「婀娜 -ADA-」- 品番:PODH-1337。カップリング曲は「ALL ABOUT EVE」
  - 橋本さとし「WILD RIDE」- 品番:TEDN-287。「D・LIVE「ROCK TO THE FUTURE」メインテーマ[5]。カップリング曲は「I'll NEVER BACK TO…」